# Hemiodus tocantinensis
Hemiodus tocantinensis é uma espécie de peixe da família dos hemiodontidae e da ordem dos caraciformes. Os machos podem alcançar 9,7 cm de comprimento. É um peixe ovíparo de água doce e de clima tropical, na América do Sul, mais especificamente, nas bacias dos rios Araguaia e Tocantins, no Brasil.